# Vladimir Zhitov
Vladimir Zhitov –en ruso, Владимир Шитов– (8 de julio de 1952-8 de noviembre de 2011) fue un deportista soviético que compitió en luge en las modalidades individual y doble. Ganó una medalla de plata en el Campeonato Mundial de Luge de 1978, y una medalla de bronce en el Campeonato Europeo de Luge de 1978.

## Palmarés internacional
| Campeonato Mundial | Campeonato Mundial    | Campeonato Mundial | Campeonato Mundial |
| Año                | Lugar                 | Medalla            | Prueba             |
| ------------------ | --------------------- | ------------------ | ------------------ |
| 1978               | Imst (Austria)        | Medalla de plata   | Doble              |
| Campeonato Europeo |                       |                    |                    |
| Año                | Lugar                 | Medalla            | Prueba             |
| 1978               | Hammarstrand (Suecia) | Medalla de bronce  | Individual         |